# Cry Macho
Cry Macho is een Amerikaanse dramafilm uit 2021 onder regie van Clint Eastwood, die ook de hoofdrol vertolkt. De film is gebaseerd op het gelijknamige boek van N. Richard Nash uit 1975. 

## Verhaal
Een voormalige rodeoster neemt een klus aan om de jonge zoon van een man naar huis te brengen, weg van zijn alcoholistische moeder.

## Rolverdeling
| Acteur               | Personage   |
| -------------------- | ----------- |
| Clint Eastwood       | Mike Milo   |
| Eduardo Minett       | Rafo        |
| Natalia Traven       | Marta       |
| Dwight Yoakam        | Howard Polk |
| Fernanda Urrejola    | Leta        |
| Horacio García-Rojas | Aurelio     |

## Release en ontvangst
De film werd op 17 september 2021 tegelijk in de bioscopen en op HBO Max uitgebracht. De film was echter een flop in bioscopen en bracht maar 16,5 miljoen dollar op, op een budget van 33 miljoen dollar. De film kreeg middelmatige kritieken van de filmcritici, met een score van 58% op Rotten Tomatoes, gebaseerd op 177 beoordelingen.